# Indinavir
El indinavir es un antirretroviral del grupo de los inhibidores enzimáticos de la proteasa; y es utilizado en la terapia antirretroviral altamente supresiva de pacientes con infección por VIH.
Este medicamento fue aprobado por la FDA el 13 de marzo de 1996, haciendo el octavo en su tipo en ser aprobado.

## Mecanismo de acción
El indinavir inhibe a la enzima proteasa, encargada de la formación y maduración del virus, con lo que se evita la replicación viral. Este medicamento, junto con los análogos de los nucleósidos como la zidovudina, la lamivudina, la zalcitabina, entre otros; que inhiben a la transcriptasa inversa del VIH, forman parte de la terapia antirretroviral altamente supresiva. Otra utilización es como terapéutico para los enfermos terminales de sida, lo que hace que sea más manejable su enfermedad.
Sin embargo, actualmente se han desarrollado nuevos y mejores inhibidores de la proteasa con capacidad de ser más fáciles de tomar y de ser absorbidos por el paciente, así como, evitar la proliferación de versiones más resistentes del VIH a estos medicamentos.

## Vía de administración y efectos adversos
El indinavir tiene la desventaja de ser un medicamento controlado en los tiempos de administración (800 mg por vía oral, cada 8 h), así como las condiciones para su administración (haber tomado agua 1 o 2 h antes de la administración y sin haber alimento en el estómago), así como la posibilidad de desarrollar resistencia al medicamento, por lo que su uso se ha visto muy reducido. Entre sus efectos adversos más importante se encuentran la formación de cálculos renales, insuficiencia renal, hiperlipidemia e hipertrigliceridemia.
- Datos: Q425490
- Multimedia: Indinavir / Q425490